# Cibule prorůstavá
Cibule prorůstavá (Allium × proliferum) je cibulovitá zelenina z čeledi amarylkovitých. Lidově se někdy nazývá také cibule poschoďová, nesprávně i zimní nebo sibiřská cibule (srovnej cibule zimní). Jedná se o křížence mezi cibulí zimní (Allium fistulosum) a cibulí kuchyňskou (Allium cepa). V minulosti nebyla často jako kříženec udávána a přiřazovala se jako soubor kultivarů k jednomu nebo druhému rodiči.

## Popis
Jedná se o vytrvalou rostlinu, na bázi s cibulí, někdy je více cibulí ve svazku. Je zimuvzdorná a raší velmi časně. Stonek je dosti robustní, dole až 3 cm v průměru, je dutý. Listy jsou jednoduché, přisedlé, s listovými pochvami. Čepele jsou celokrajné, polooblé se souběžnou žilnatinou. Jedná se o hybrida, proto je sterilní a rozmnožuje se vegetativně pomocí pacibulek. Charakteristickým znakem je, že pacibulky často raší ještě na rostlině, a tak vznikají ještě další 1-2 patra pacibulek, odtud název poschoďová cibule.

## Rozšíření v Česku
V ČR je pěstována hlavně od 2. poloviny 20. století, dnes častěji než pravá cibule zimní. Pěstuje se pro cibule, nať i pacibulky.